# Coesia
Coesia ist eine italienische Unternehmensgruppe. Sie besteht aus 20 Tochterunternehmen, die auf verschiedenen Gebieten des Maschinenbaus, vor allem dem Verpackungsmaschinenbau, tätig sind und u. a. die Bereiche Luft- und Raumfahrt, Keramik, Konsumgüter, Gesundheitswesen und Pharma sowie Tabak abdecken.
Bekannte Tochterunternehmen sind unter anderem FlexLink, Norden, Hapa AG, GDM, Atlantic Zeiser GmbH, R.A Jones und Volpak. Außerdem gehört der heutige Zigarettenmaschinenhersteller G.D zu Coesia.
90 % des Umsatzes wird außerhalb Italiens, 61 % außerhalb der EU erwirtschaftet.
Das Unternehmen geht auf den 1923 gegründeten Motorradhersteller G.D zurück.